# Passerella megarhyncha
El chingolo picogrueso (Passerella megarhyncha) es una especie de ave paseriforme de la familia Passerellidae propia del suroeste de América del Norte.
Anteriormente se consideraba una subespecie del chingolo zorruno. El nombre de la especie, megarhyncha, significa «pico grande», formado por la combinación de los términos griego mega-, «grande» + rhynchos, «pico».

## Descripción

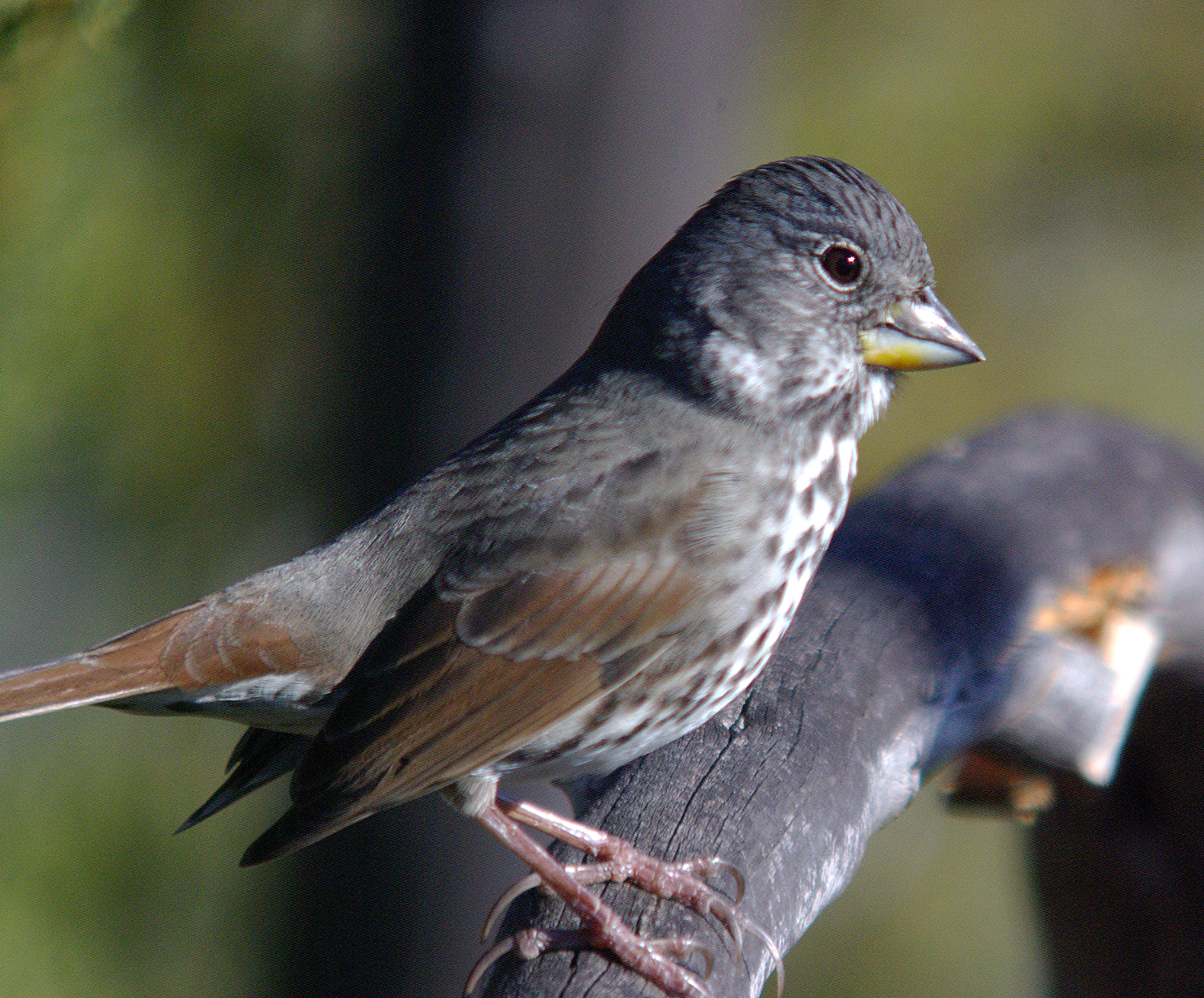
Ejemplar en San Luis Obispo.

Su plumaje es pardo grisáceo en las partes superiores, con alas y cola de color castaño, y las partes inferiores blancas con veteado pardo, más denso en el pecho y flancos. 
El chingolo picogrueso tiene un plumaje idéntico al del chingolo pizarroso, pero con el píleo de un tono gris azulado, y el castaño de la cola más apagado. Su principal característica es su robusto pico, que puede doblar el tamaño del de otros miembros de su género. Su pico es gris parduzco en la mandíbula superior, y la inferior blanquecina y amarilla.

## Distribución
El chingolo picogrueso cría en las montañas del sur de Oregón, las montañas de California al este de Sierra Nevada y Nevada. En invierno se desplaza a regiones más bajas del oeste y sur de California y las zonas adyacentes de Baja California, en México, donde habita en chaparrales y jardines urbanos.